# 滑县
滑县为中华人民共和国河南省安阳市下辖的一个县。与濮阳、延津、浚县、长垣、封丘、内黄接壤。全縣面積1814平方公里，县人民政府駐道口镇街道。

## 历史

### 名字渊源
滑县之名始于明洪武七年（1374年）。至于“滑”，盖因滑台城而得名。《重修滑县志》记载：“周公次八子伯爵封于滑，为滑伯。”滑伯本姬姓，后裔改为滑氏。《元和志》云：“滑氏为垒，后人增以为城，临河有台，故曰滑台城。”《水经注》曰：“旧说，滑台人自修筑此城，因以名焉。”

### 古代史
東周早期有滑國，秦穆公偷襲鄭國不成，遷怒于滑，滅之而還，不料還是被晉國阻擊，在崤大敗。
東周中晚期时卫国都城驻地滑县。
秦汉时期，滑境称白马县，隶属于东郡。
十六国时期翟魏政权建都于此。
隋朝开皇16年（596年）设滑州。
明朝洪武3年（1370年），废白马县入滑州。洪武7年（1374年）降滑州为滑县。
清朝雍正3年，滑县改属河南卫辉府。

### 近代史
民国3年（1914年），滑县隶属于豫北道。民国17年，改属河南省第三行政区划专区。
1949年11月，县政府自万集村迁至道口镇，隶属于平原省濮阳专区。
1952年11月，平原省撤消，滑县复归河南省，仍属濮阳专区。
1986年2月，改属安阳市。

## 地理位置
滑县地处河南北部的豫北平原，与濮阳、延津、浚县、长垣、封丘、内黄接壤。县城道口镇南距郑州市130公里，北距安阳市70公里，东北距濮阳市53公里，西南距新乡市70公里，西北距鹤壁新市区25公里。全县面积1814平方公里，耕地面积195万亩。

## 气候环境
气候湿润，雨量较充沛，平均气温13.7度，平均降水量634.3毫米，日照2365.5小时，无霜期201天，适宜 小麦、玉米、大豆、花生、棉花、红薯等农作物生长。

## 行政区划
滑县下辖3个街道办事处、14个镇、6个乡：
道口镇街道、城关街道、锦和街道、白道口镇、留固镇、上官镇、牛屯镇、万古镇、高平镇、王庄镇、老店镇、慈周寨镇、焦虎镇、四间房镇、八里营镇、赵营镇、半坡店镇、大寨镇、枣村乡、桑村乡、老爷庙乡、瓦岗寨乡和小铺乡。

## 人口
截至2020年11月，滑縣常住人口為1169072人。
总人口1264235人，常住人口1137845人。城镇化率达到23.76%。

## 交通

### 国道
- 230国道过境。

### 高速公路
- 大广高速过境。
- 濮卫高速过境。
- 安新高速过境。

### 铁路
- 济郑高速铁路:滑浚站

## 经济

### 国民经济
當地国民经济快速发展，综合实力持续提升。
經當地統計部門初步核算，2011年，全县生产总值完成154亿元，比上年增长9.3%；全社会固定资产投资73.7亿元，增长21%；社会消费品零售总额49亿元，增长17.5%；财政一般预算收入3.7972亿元，增长26.5%；金融机构各项存款余额122.7亿元，增长23.2%；各项贷款余额50.8亿元，增长22.4%；农民人均纯收入5299.7元，增长6%；城镇居民人均可支配收入14064元，增长12.3%。

### 农业
粮食生产连创新高。粮食单产突破千斤大关，总产达到132.87万吨，曾經连续20年保持全省第一，荣获“全国粮食生产先进单位”称号，连续9年受到国家表彰，国务院总理温家宝亲自为滑縣颁奖。
农业产业化水平进一步提升。农业产业化龙头企业达到88家。滑丰种业跻身国家级农业产业化龙头企业。农产品加工示范园区被确定为全国农产品加工示范基地。农民专业合作社发展到657家。
高效农业快速发展。土地流转面积达到13.9万亩，是2006年的2.6倍。规模养殖场（户）、标准化养殖小区分别达到8817个和76个。林业生态县建设顺利通过省政府验收。
农村基础设施建设不断加强。清淤治理河渠53条311公里，新增节水灌溉面积  32万亩，夺得省“红旗渠精神”杯。改造中低产田18.06万亩，被确定为省农业综合开发重点县、高标准农田建设示范县。解决了37.8万人的饮水安全问题，被确定为全国农村饮水安全工程建设示范县。农村沼气用户达到9.3万户。完成了157个贫困村整村推进建设任务，解决了6.8万农村人口贫困问题，被评为省扶贫开发工作先进县，又被列为新一轮国家扶贫开发工作重点县。

### 工业
工业经济快速增长，经济转型步伐加快。农产品加工、化工等传统产业不断壮大，电子、光伏新能源、新材料等新兴产业加快发展，凤凰光伏、辛安粮油等项目建成投产。全县规模以上工业企业达到106家，完成增加值44.26亿元，增长22.7%，比2006年增长217.7%。荣获全市“工业振兴工程”先进县和企业服务工作先进县。凤凰光伏跻身“2011全球新能源企业500强”，并被命名为全省对外开放先进企业和高成长性“百高”企业。华泰粮油机械荣获“中国百佳粮食企业”、“中国十佳粮机品牌企业”称号。华康实业、振华棉纺、紫阳华美列入全省纺织服装行业50家高成长性企业。

### 服务业
三产水平不断提升，城乡市场更加繁荣。建成了浩创·第一商城、光洋百货、义乌小商品城、温州商贸城等一批现代购物商场，新建、改造5个农贸市场，四星级国宾大酒店建成开业。实施“万村千乡”市场工程和“新网”工程，改造农家店931家，发展物流配送中心38个。瓦岗寨景区建成对外开放，瓦岗寨乡被命名为省“特色旅游景观名镇”。

## 地方特产
- 道口烧鸡。始创于清朝顺治年间，曾被列为宫廷御用品，以其独特的色、香、味、型称绝四方，数百年来享誉国内外，荣获国家地理标志保护产品。
- 滑县木版画：始于唐朝，距今约有800年的历史。数百年来，滑县木版画、木版年画一直坚持手工制做，工艺精细，人物造型粗犷豪放夸张，线条刚劲有力、饱满匀称，颜色艳丽，是集收藏、装饰、实用与研究价值于一体的艺术精品和中华民族民间艺术的瑰宝。滑县木版年画目前为国家级非物质文化遗产。
- 老庙牛肉：中国地理标志产品。
- 万古羊肉卤

## 人文遗址
- 卫国都城遗址
- 张家遗址
- 白云观遗址
- 瓦岗军点将台遗址
- 李文成故居遗址
- 赵紫阳故居

## 著名寺院
- 明福寺塔
- 欧阳书院
- 皇姑寺塔
- 天锡殿